# Code of Honor 2: Łańcuch krytyczny
Code of Honor 2: Łańcuch krytyczny – kontynuacja gry komputerowej Code of Honor: Francuska Legia Cudzoziemska wyprodukowanej w Polsce i wydanej przez City Interactive. W grze Code of Honor 2: Łańcuch krytyczny miejscem akcji jest Gujana Francuska (wyspa Île Royale).